# 水锌矿
水锌矿（英語：Hydrozincite），是一种白色碳酸盐矿物，化学式为Zn5(CO3)2(OH)6。它通常以块状而非晶体形式存在。
它以锌矿石的氧化产物和矿后结壳的形式出现。它与菱锌矿、异极矿、硅锌矿、白铅矿、绿铜锌矿、方解石和褐铁矿有关。
它于1853年首次被发现在奥地利克恩顿州巴特布莱贝格，并以其化学成分命名。